# ステファン・ミトロヴィッチ (2002年8月生のサッカー選手)
ステファン・ミトロヴィッチ（セルビア語: Стефан Митровић, ラテン文字転写: Stefan Mitrović、2002年8月15日 - ）は、セルビアとカナダのサッカー選手。ポジションはミッドフィールダー。

## 経歴

### レッドスター・ベオグラード
2022年7月24日のセルビア・スーペルリーガ、FKムラドスト・ルチャニ戦に出場しトップチームデビューを果たした。

### エラス・ヴェローナ
2024年2月1日、エラス・ヴェローナFCに完全移籍した。